# 1771 Makover
1771 Makover è un asteroide della fascia principale del diametro medio di circa 56,72 km. Scoperto nel 1968, presenta un'orbita caratterizzata da un semiasse maggiore pari a 3,1177642 UA e da un'eccentricità di 0,1790402, inclinata di 11,25946° rispetto all'eclittica.
Prende il nome da Samuela Gdalewicza Makovera, astronomo russo.